# Urodynamis taitensis
Il koel codalunga (Urodynamis taitensis Sparrman, 1787), è un uccello della famiglia dei Cuculidae.

## Sistematica
Urodynamis taitensis non ha sottospecie, è monotipico.

## Distribuzione e habitat
Questo uccello vive in Nuova Zelanda e in quasi tutta l'Oceania. È di passo in Australia, sulle Isole Marianne Settentrionali, su Palau e su Guam.